# Aktinobakterier
Aktinobakterierne er en gruppe Gram-positive bakterier, der længe var anbragt sammen med svampene under det forældede navn aktinomyceter. De fleste arter findes i jordbunden, og de er nogle af de mest almindelige former for liv i jorden. De spiller en vigtig rolle for nedbrydningen af organiske stoffer som f.eks. cellulose, lignin og kitin. På den måde bliver der dannet humus, samtidigt med at jordbundens beholdning af næringsstoffer bliver fyldt op. Andre aktinobakterier lever i planter og dyr, og mellem dem findes nogle, som fremkalder sygdomme som f.eks. Mycobacterium.
Aktinobakteriernes evne til at leve i miljøer med et lavt indhold af føde og deres mulighed for at fordøje lignin (der er en bestanddel af førnen, som normalt ikke kan omsættes af jordbakterierne) har gjort dem til den dominerende livsform i karstlandskabets huler, hvor de overlever på den svingende mængde føde, der bliver skyllet ned fra overfladen. Aktinobakteriers kolonier kan ses som små (1-10 mm), gule eller hvide, runde kolonier, som oftest findes på de højeste dele af hulevæggene, dvs. oven over højeste vandstand.
Nogle aktinobakterier danner forgrenede trådvæv, der ligner mycelier hos svampe, som de i øvrigt ikke er beslægtede med. De fleste arter er aerobe, men nogle få (som Actinomyces israelii), kan leve under anaerobe forhold. Til forskel fra gruppen Firmicutes, der er den anden hovedgruppe af Gram-positive bakterier, har aktinobakterierne DNA, og nogle af dem danner sporer, som sendes ud i omgivelserne.

## Slægter
Blandt slægterne kan nævnes:
- Actinomyces
- Arthrobacter
- Bifidobacterium
- Corynebacterium
- Frankia
- Micrococcus
- Micromonospora
- Mycobacterium, hvoraf flere er årsag til tuberkulose
- Nocardia
- Propionibacterium
- Streptomyces

## Lægemidler
Aktinobakterier er enestående i deres evne til at danne stoffer, der kan bruges som lægemidler.
Selman Waksman opdagede i 1940, at jordbundsbakterier danner aktinomycin, og den opdagelse gav ham Nobelprisen.
Senere har man fundet hundredvis af naturlig forekommende antibiotika i disse jordlevende mikrober, særligt hos slægten Streptomyces.

## Klassifikation
Klasse: Actinobacteria
- Underklasse: Acidimicrobidae
  - Orden: Acidimicrobiales
- Underklasse: Rubrobacteridae
  - Orden: Rubrobacterales
- Underklasse: Coriobacteridae
  - Orden: Coriobacteriales
- Underklasse: Actinobacteridae
  - Orden: Actinomycetales
  - Orden: Bifidobacteriales

## Galleri
- Inde i disse rodknolde på Rød-El lever aktinobakterier af slægten Frankia.